# Psacalium laxiflorum
Psacalium laxiflorum là một loài thực vật có hoa trong họ Cúc. Loài này được Benth. miêu tả khoa học đầu tiên.